# Kolchos

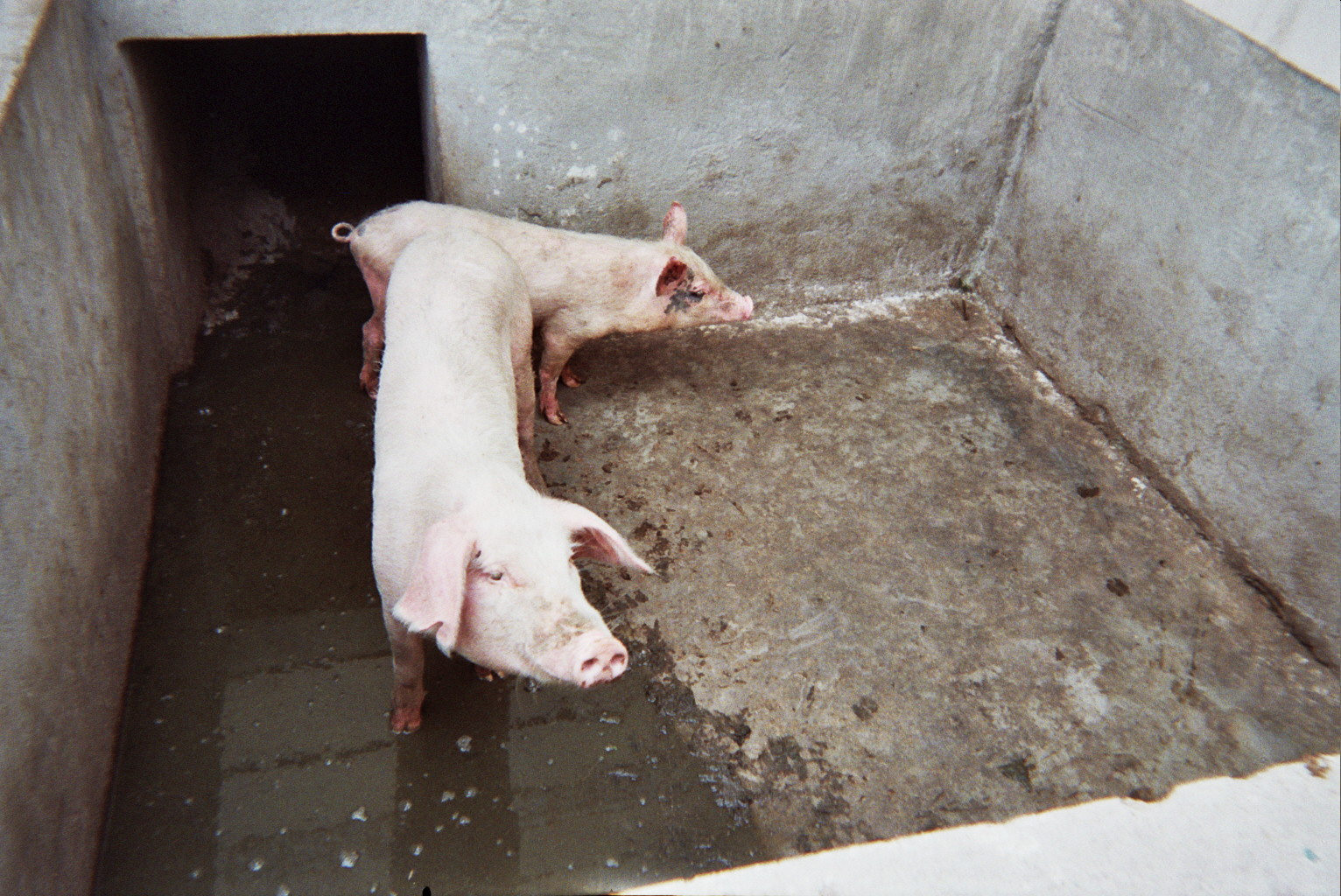
Grisar på ett kollektivjordbruk i Nordkorea

Kolchos (ryska: Колхоз, en akronym för "kollektivnoje choziajstvo" (коллективное хозяйство) = kollektivjordbruk) var en av organisationsformerna för jordbruksproduktion i Sovjetunionen och flera östeuropeiska länder. Medlemmarna i en kolchos kallas kolchoznik och kolchoznitsa (колхозник, fem. колхозница). Kollektivjordbruk finns för övrigt i Israel (kibbutz), Kina och i vissa länder i den tredje världen.

## Sovjetunionen
De första kolchoserna organiserades på initiativ av Stalin i början av 1930-talet och 1936 var kollektiviseringen av lantbruket i huvudsak genomförd. Då arbetade 90 procent av Sovjetunionens bönder på 250 000 kolchoser. Formellt var kollektivbruket en frivillig sammanslutning av bönder i en by eller en grupp byar. Bönderna slog sig samman och brukade jorden gemensamt under en vald kommitté ledd av en vald förman. De enskilda familjerna behöll ett litet jordstycke runt huset och några få djur. I realiteten skedde kollektiviseringen ofta under tvång. Medlemmarna i en kolchos fick som lön en del av gårdens totala inkomst enligt antal dagar de arbetade. I varje distrikt inrättade staten en maskin- och traktorstation, MTS, som ställde maskiner med betjäning till förfogande för kollektiven mot betalning i pengar eller varor. Varje kolchos var ålagd att leverera en bestämd mängd jordbruksvaror till staten för vidareförsäljning.
Genom sammanslagningar och en viss övergång till statsdrift minskade antalet kolchoser. De statsägda ”sovchoserna” disponerade på 1980-talet större arealer än kollektivbruken. MTS:erna lades ner efter 1959 och deras uppgifter övertogs av kolchoserna. År 1991 fanns det 29 000 kollektivbruk i Sovjetunionen och de nya republikerna som uppstod efter Sovjetunionens upplösning har i olika grad privatiserat jorden.

## Östeuropa
I de östeuropeiska länderna blev kollektiviseringen genomförd efter andra världskriget efter sovjetiskt mönster, med undantag för Polen där jordbruket var övervägande privat, men är nu i stort sett avvecklad. År 2014 meddelade Belarus president Alexander Lukasjenko att han ämnar införa en ny lag som förbjuder arbetare på kollektivjordbruk (cirka 9% av den totala arbetsstyrkan) från att byta arbete och bostadsort utan tillstånd från guvernören. Lagen jämfördes med livegenskap av Lukasjenko själv.